# (6177) Fécamp
(6177) Fécamp ist ein Asteroid des Hauptgürtels, der am 12. Februar 1986 vom belgischen Astronomen Henri Debehogne am La-Silla-Observatorium (IAU-Code 809) der Europäischen Südsternwarte in Chile entdeckt wurde.
Der Asteroid wurde am 12. Januar 2017 nach der französischen Stadt Fécamp im Département Seine-Maritime in der Region Normandie benannt, deren bekanntestes Produkt der hier destillierte Likör Bénédictine ist.